# Lygodium reticulatum
Lygodium reticulatum là một loài dương xỉ trong họ Lygodiaceae. Loài này được Schkuhr mô tả khoa học đầu tiên..
Danh pháp khoa học của loài này chưa được làm sáng tỏ. 

## Hình ảnh

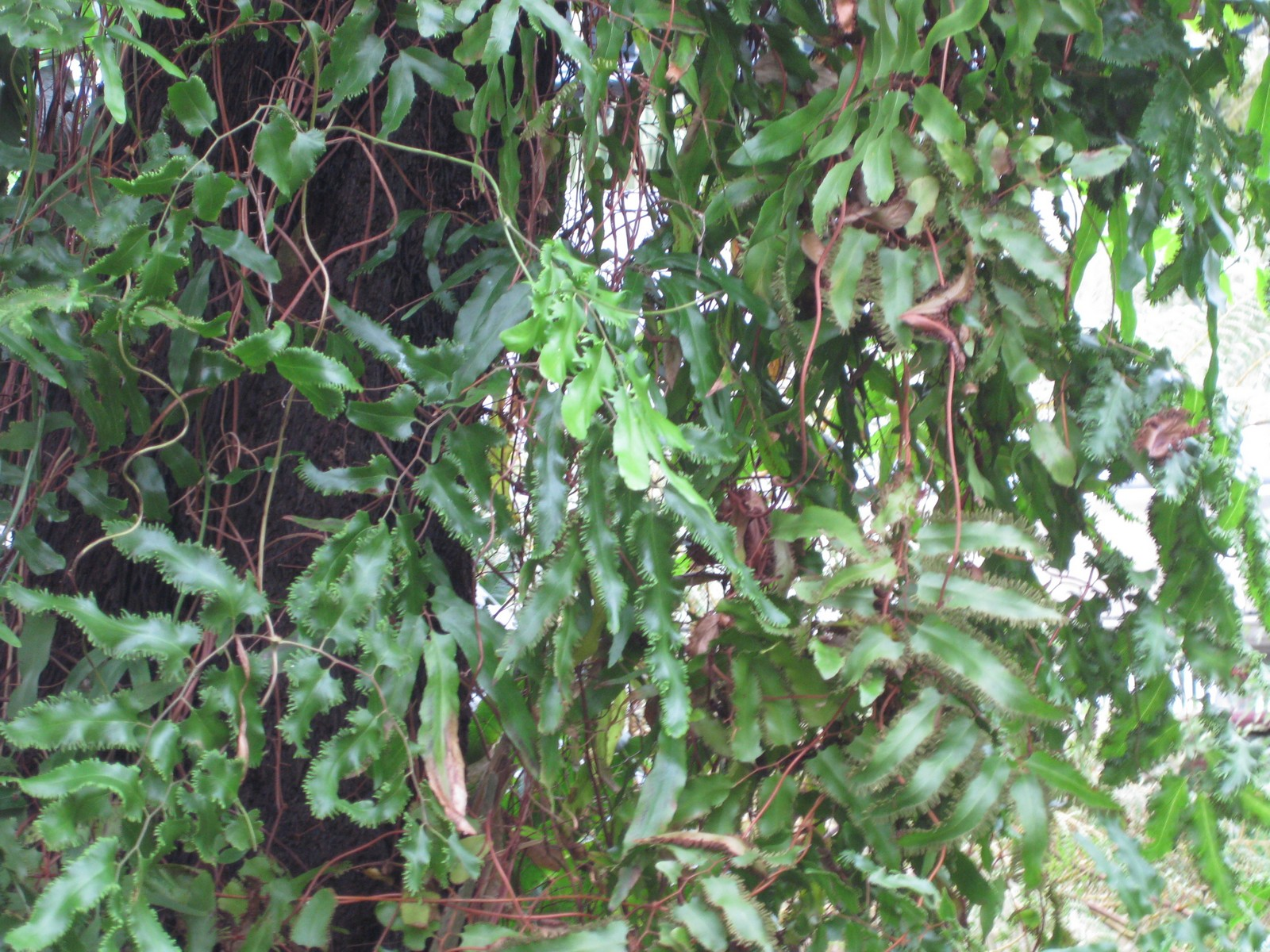
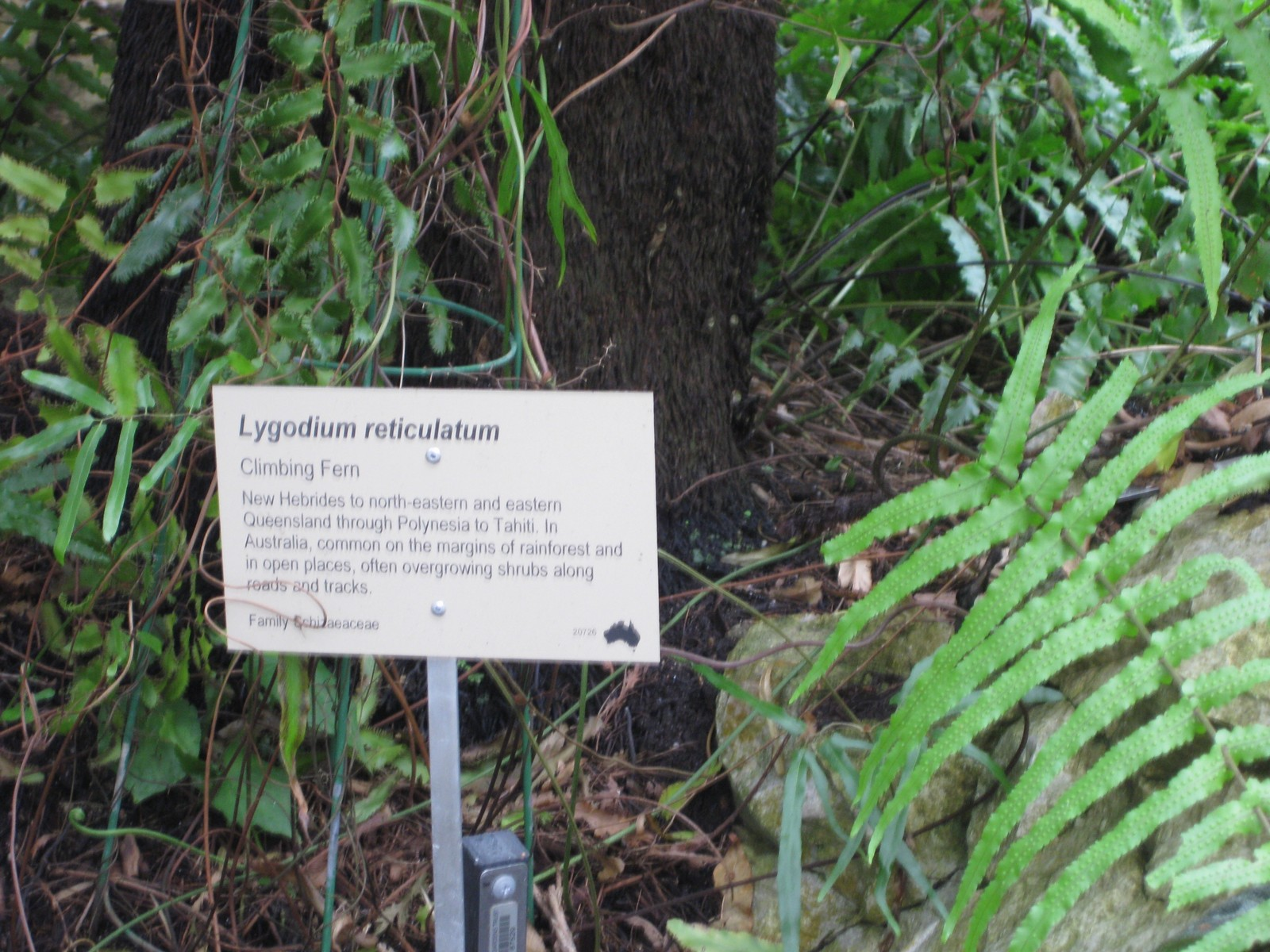